# يوسف بطرس الخازن

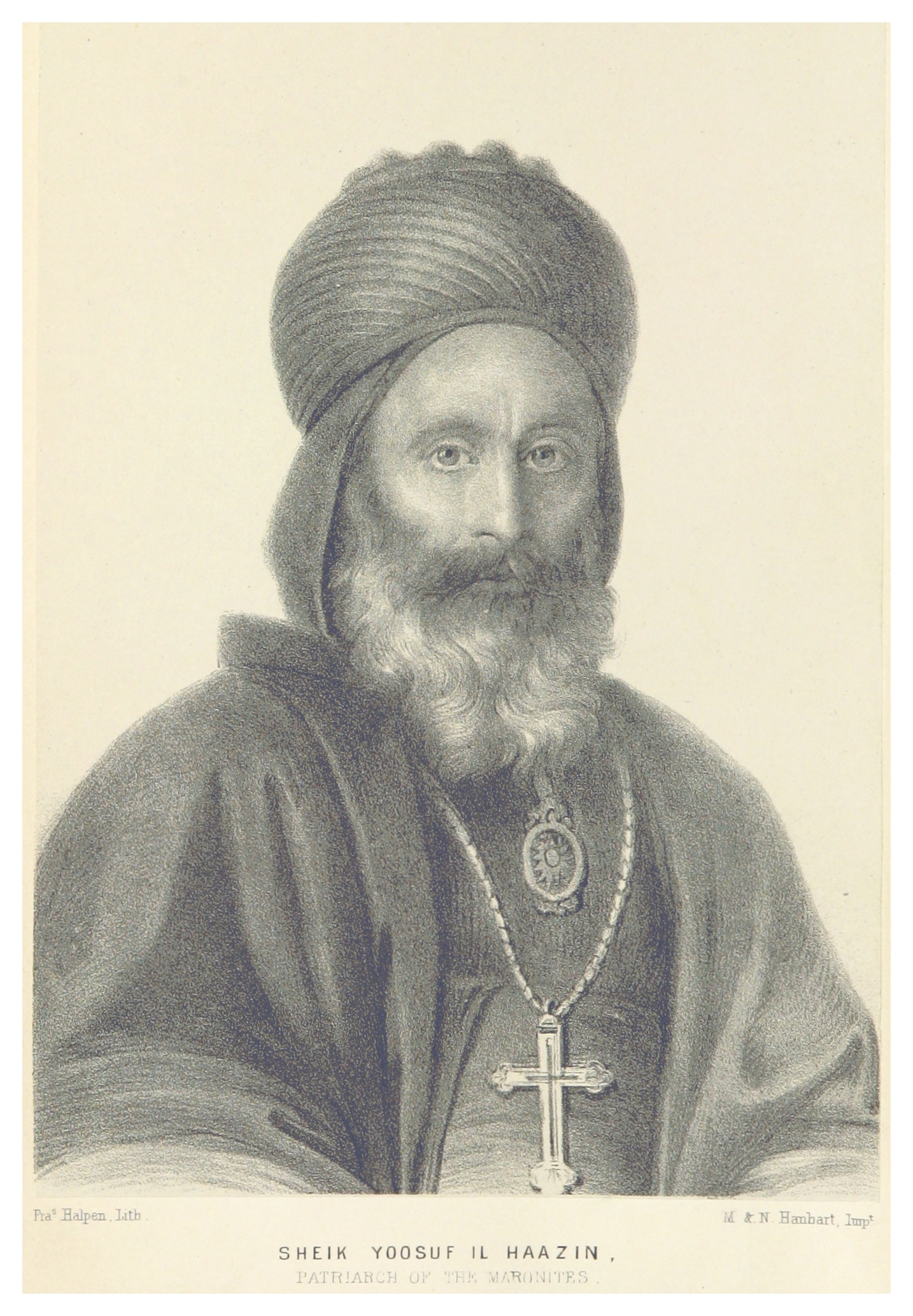

يوسف بطرس الخازن (1791 - 1854) البطريرك الماروني التاسع والستون بين 1845 و1854 في فترة مضطربة من تاريخ لبنان إذ وقعت به مع بداية عهده اقتتالات طائفية بين الموارنة والدروز، وتعتبر حبريته من أقصر الحبريات المارونية إذ دامت لتسع سنوات فقط، وقد شغل قبل انتخابه منصب رئيس أساقفة دمشق للموارنة، ولقصر حبريته فلم تسجل العديد من الإنجازات في سجل هذا البطريرك.

## حياته
ولد باسم شماس بن راجي الخازن في عجلتون الواقعة في قضاء كسروان، عائلته «آل الخازن» كانت التي تشرف على حكم وإدارة منطقة كسروان بشكل لا مركزي في ظل الدولة العثمانية، فكانت من العائلات الإقطاعية المرموقة في جبل لبنان وذات الوزن على صعيد الكنيسة المارونية. تلقى علومه في مدرسة عين ورقة اللاهوتية ورقاه البطريرك يوسف بطرس حبيش إلى أسقفية دمشق في 6 أبريل 1830. وبعد وفاة البطريرك حبيش التأم الأساقفة الموارنة في ميفوق الواقعة ضمن قضاء جبيل واتفقوا على انتخابه بطريركًا في 18 أغسطس 1845، وانتقلوا ومعهم البطريرك الجديد إلى الديمان، حيث المقر الصيفي للبطريركية لشهر قرار الانتخاب. كان أغلب مشايخ الطائفة في زغرتا وإهدن وبشري والبترون يفضلون انتخاب بولس مسعد بطريركًا (وقد انتخب بالفعل كخيلفة له بعد وفاته)، وعندما وصل وفد المطارنة ظنوا أن الوفد سيشرع في عملية الانتخاب، وصدموا حين علموا أن عملية الانتخاب قد تمت بالفعل، وأرادوا الاحتجاج والتظاهر ضد البطريرك المنتخب، غير أنهم عادوا وقبلوا به بطريركًا، إثر وساطات قام بها بعض المطارنة. خلال بداية عهده كان الجيش العثماني قد انتشر في جبل لبنان وأنهى الامتيازات الخاصة الممنوحة للجبل، كما أنه حاصر بشري وإهدن وتنورين بحجة نزع الأسلحة الفردية التي يمتلكها السكان، استطاع البطريرك إقناع وجهاء المناطق المحاصرة بأن إمكانياتهم مهما عظمت لا تستطيع أن تواجه مدافع الجيش العثماني وكذلك إقنع الأتراك بفك الحصار، وبدأ حوارًا مع ممثلي الحكومة العثمانية حول التعويضات للمتضررين من الفتنة الطائفية لعام 1854، ووضع قانون جديد منظم لامتيازات جبل لبنان وكيفية إدارته عرفت باسم «قانون شكيب أفندي».
في 19 يناير 1846 أرسل البابا غريغوري السادس عشر درع التثبيت للبطريرك الخازن مع موفده المطران نقولا مراد. توفي البطريرك الخازن في 3 نوفمبر 1854 خلال تواجده في المقر البطريركي الصيفي في الديمان ودفن بها إلى جانب سلفيه. وقد تمت خلال عهده ترقية شخصين إلى رتبة المطارنة هما اسطفان الخازن لأسقفية دمشق خلفًا له ويوسف مطر إلى أسقفية حلب.

## مواقع خارجية
- الموقع الرسمي لآل الخازن.
- بطاركة من تاريخ الموارنة على يوتيوب.
- البطريرك جوزيف بطرس الخازن.(بالإنجليزية)
- البطاركة الموارنة.(بالإنجليزية)

| سبقه يوسف بطرس حبيش | بطريرك أنطاكية وسائر المشرق للموارنة 1845 - 1854 | تبعه بولس بطرس مسعد |